# Pablo Ranieri
Pablo Daniel Ranieri (Buenos Aires, 23 dicembre 1978) è un allenatore di calcio a 5 ed ex giocatore di calcio a 5 argentino.

## Carriera

### Giocatore
Soprannominato "el pulga" (in italiano la pulce) per la statura brevilinea, inizia a giocando a baby fútbol con Penacho Azul, Sunderland, Racing e Villa Real. Passa quindi al futsal, dapprima nei settori giovanili di Coghlan e l'All Boys Saavedra fino all'approdo alla Platense con cui esordisce in prima squadra. In questi anni vanta anche un'esperienza nel calcio a 11 con il club Defensores de Belgrano. Su consiglio del nonno, originario del quartiere fiorentino di Rifredi, nel 1999 Ranieri si trasferisce in Toscana per cercare fortuna; il suo primo tesseramento è con una società amatoriale di calcio a 11 ma l'esperienza si esaurisce nel giro di pochi mesi.
Sostiene in seguito un provino con il Prato Calcio a 5, convincendo immediatamente la società a tesserarlo come oriundo. Con la compagine laniera, composta da giocatori di assoluto valore come Andrea Bearzi, Carlos Chilavert, Massimo Quattrini, André Vicentini e affidata alla sapiente guida di Jesús Velasco, Ranieri vive le sue stagioni migliori, vincendo due campionati, una Coppa Italia e una Supercoppa italiana. Contemporaneamente giunge il debutto con la Nazionale Argentina, con cui prenderà parte al Mondiale 2004. Nell'estate 2003 si trasferisce all'ambizioso Arzignano Grifo con cui vince il terzo scudetto personale e un'altra Supercoppa.
Scarsamente utilizzato nella prima metà della stagione 2005-06, nel dicembre 2005 passa in prestito al Montesilvano, ma già l'estate seguente si trasferisce a titolo definitivo al Thiene in serie B. 
Della formazione vicentina Ranieri diventa il leader e il capitano, guidandola alla promozione in serie A2 nella stagione 2008-09. Il laterale tuttavia non segue la squadra in serie A2, sposando il progetto del neopromosso Povoli Team che nella stagione 2009-10 ricompone l'ossatura storica del Grifo (Amoroso, Brancher, Farina e lo stesso Ranieri) arricchita da altri giocatori di spessore quali Caruso, con l'obiettivo dichiarato di vincere la serie B. La squadra sia in campionato che in Coppa non incontra rivali capaci di tenerle testa ma il mancato pagamento degli stipendi convince i giocatori a trovarsi una diversa sistemazione nella finestra invernale di futsalmercato. Ranieri accetta quindi di scendere di categoria accasandosi all'Atletico Arzignano in serie C2 con cui vince il campionato. La stagione seguente fa ritorno al Thiene, divenuto nel frattempo Zanè Vicenza Calcio a 5, dove rimane per due stagioni vincendo altrettanti campionati e riportando per la seconda volta la società in serie A2. In questo periodo alterna l'attività di giocatore a quella di allenatore, guidando la formazione Under 21 della società vicentina. Per la seconda volta rinuncia a disputare la serie A2, trasferendosi all'Atletico Arzignano. Inaspettatamente la squadra vince da neopromossa il proprio girone di serie B: per il giocatore si tratta del quarto campionato vinto in altrettanti anni. Ranieri rimane tuttavia in Serie B disputando da allenatore-giocatore un'ultima stagione con il Carrè Chiuppano prima di annunciare il ritiro per dedicarsi a tempo pieno all'allenamento. Dopo tre anni di inattività, nella stagione 2017-18 torna in campo con l'Arzignano in Serie A2, dove, pur giocando poco, contribuisce al ritorno della squadra nella massima serie. Alla soglia dei quarant'anni, Ranieri si accorda per giocare con l'A-Team Futsal, seconda formazione di Arzignano, impegnata nel campionato di Serie C1. Da allenatore-giocatore conquista campionato, Coppa Veneto e Coppa Italia nazionale. Nella stagione 2019-20 Ranieri è confermato alla guida dell'Arzignano Team.

### Allenatore
La mancata iscrizione della società e la volontà di rimanere nel vicentino dove la famiglia ha messo radici, convincono il giocatore ad accettare per la stagione 2013-14 la proposta del AltoVicentino. Inizialmente utilizzato come giocatore, in seguito alle dimissioni di Michele Ferraro nell'ottobre del 2013 Ranieri assume anche la carica di allenatore della prima squadra. Passato definitivamente al ruolo di allenatore, nella stagione successiva guida i berici alla vittoria dei play-off, conquistando sul campo la promozione in Serie A2.

## Palmarès
- Campionato italiano: 3

Prato: 2001-02, 2002-03
Arzignano: 2003-2004
- Coppa Italia: 1

Prato: 2001-02
- Supercoppa italiana: 2

Prato: 2002
Arzignano: 2004